# Shawn Barry
Shawn Maurice Barry (ur. 23 kwietnia 1990 w Miramar) – portorykański piłkarz pochodzenia amerykańskiego grający na pozycji obrońcy w klubie Real Monarchs oraz reprezentacji Portoryka.

## Kariera klubowa
W początkach swojej kariery występował w amerykańskich klubach Boca Raton Juniors SC, Palm Beach Kicks SC, Virginia Cavaliers i Fort Lauderdale Schulz Academy. W latach 2010–2015 był zawodnikiem austriackiego LASK Linz. W sezonie 2010/2011 rozegrał w jego barwach dwa mecze w Bundeslidze (zadebiutował w niej 22 maja 2011 w meczu z Wacker Innsbruck). W sezonach 2013/2014 i 2014/2015, w których LASK występował odpowiednio w 3. i 2. lidze austriackiej, był podstawowym zawodnikiem zespołu.
W latach 2015–2017 występował w niemieckim FSV Frankfurt, będąc jego podstawowym graczem. W sezonie 2015/2016 rozegrał w 2. Bundeslidze 25 meczów i zdobył bramkę w rozegranym 23 września 2015 spotkaniu z Unionem Berlin (3:2). W sezonie 2016/2017 wystąpił w 34 meczach 3. ligi niemieckiej i strzelił gola w rozegranym 24 września 2016 spotkaniu z VfR Aalen (2:1), a jego zespół spadł do Regionalligi (czwarty poziom rozgrywkowy).
Na początku lipca 2017 przeszedł do Korony Kielce, z którą podpisał roczny kontrakt z opcją przedłużenia o kolejny sezon. W Ekstraklasie zadebiutował 22 lipca 2017 w meczu z Legią Warszawa (1:1). W początkowej fazie sezonu 2017/2018 był podstawowym zawodnikiem kieleckiego zespołu, po spotkaniu 6. kolejki z Piastem Gliwice (0:2) utracił jednak miejsca w wyjściowym składzie i do końca roku zagrał jedynie w meczu Pucharu Polski z Zagłębiem Lubin. 8 stycznia 2018 Korona Kielce poinformowała o rozwiązaniu kontraktu z Barrym. 17 stycznia 2018 podpisał umowę z Realem Salt Lake. W lipcu tego samego roku, po czteromiesięcznej rekonwalescencji spowodowanej kontuzją kolana, został wypożyczony do Realu Monarchs.
Statystyki kariery klubowej
| Sezon                    | Klub           | Kraj              | Rozgrywki     | Mecze | Bramki |
| ------------------------ | -------------- | ----------------- | ------------- | ----- | ------ |
| 2010/2011                | LASK Linz      | Austria           | Bundesliga    | 2     | 0      |
| 2011/2012                | LASK Linz      | Austria           | Erste Liga    | 17    | 0      |
| 2012/2013                | LASK Linz      | Austria           | Regionalliga  | 6     | 1      |
| 2013/2014                | LASK Linz      | Austria           | Regionalliga  | 29    | 5      |
| 2014/2015                | LASK Linz      | Austria           | Erste Liga    | 32    | 2      |
| 2015/2016                | FSV Frankfurt  | Niemcy            | 2. Bundesliga | 25    | 1      |
| 2016/2017                | FSV Frankfurt  | Niemcy            | 3. liga       | 34    | 1      |
| 2017/2018                | Korona Kielce  | Polska            | Ekstraklasa   | 5     | 0      |
| 2018                     | Real Salt Lake | Stany Zjednoczone | MLS           | 3     | 0      |
| 2018                     | Real Monarchs  | Stany Zjednoczone | USL           | 1     | 0      |
| Stan na 19 września 2018 |                |                   |               |       |        |

## Kariera reprezentacyjna
W sierpniu 2018 roku otrzymał od Amado Guevary pierwsze powołanie do reprezentacji Portoryka. 9 września zadebiutował w przegranym 0:1 meczu z Saint Kitts i Nevis w ramach Ligi Narodów CONCACAF.